# Tumba de los Julios
La denominada Tumba de los Julios (también llamada Mausoleo "M") sobrevive en la Necrópolis vaticana bajo la Basílica de San Pedro. en la Ciudad del Vaticano.

## Descripción
Este descubrimiento fortuito cerca de la cripta tiene un techo abovedado decorado con un mosaico que representa a Helios ―El Sol Invictus romano— con una aureola montado en su carro, dentro de un encuadre de volutas con hojas de vid, que no se les da su lectura dionisíaca pagana habitual en este contexto, porque están relacionadas con la imaginería verdadera del Evangelio de Juan 15,1. El mosaico data de finales del siglo III o a principios del siglo IV. Otros mosaicos en las paredes de esta tumba representan a Jonás y la ballena, el Buen Pastor llevando un cordero —el kriophoros—, y los pescadores, lo que ha alentado su interpretación como una tumba cristiana.